# Єнс Шрайбер
Єнс Шрайбер (нім. Jens Schreiber, 26 серпня 1982) — німецький плавець.
Учасник Олімпійських Ігор 2004, 2008 років.
Чемпіон Європи з плавання на короткій воді 2006 року, призер 2003, 2004 років.